# ES Mostaganem
El ES Mostaganem (en árabe: الترجي الرياضي المستغانمي‎) es un equipo de fútbol de Argelia que juega en la División Nacional Aficionada de Argelia, la tercera categoría de fútbol en el país.

## Historia
Fue fundado el 1 de enero de 1940 en la ciudad de Mostaganem por un grupo de habitantes de la ciudad que buscaban a un equipo sucesor del SC Mostagenem, fundado en 1927 y que poco tiempo después desapareció.
Tras la independencia de Argelia fue uno de los primeros equipos en participar en la fase de clasificación al torneo nacional, hasta que en la temporada 1964/65 juega en el Campeonato Nacional de Argelia por primera vez, aunque descendió en la temporada siguiente al terminar en último lugar. Durante la década de los años 1960s también llegó a la final de la Copa de Argelia en tres ocasiones, aunque todas las perdió.
Pasaron 31 años para que el equipo regresara al Campeonato Nacional de Argelia como campeón de la segunda división, donde se mantuvo por dos temporadas hasta que se vio forzado a descender a raíz del cambio de formato del Campeonato Nacional de Argelia para la temporada 1999/2000.

## Palmarés
- Primera División de Argelia: 1

1996/97
- Tercera División de Argelia: 2

1967/68, 2007/08